# Huaceae
Huaceae je čeleď vyšších dvouděložných rostlin z řádu šťavelotvaré (Oxalidales).

## Charakteristika
Keře, liány a byliny se střídavými jednoduchými listy vonícími po česneku. Listy jsou celokrajné, s peřenou žilnatinou a s opadavými palisty. Květy jsou drobné, jednotlivé úžlabní nebo v chudých svazečcích, pravidelné. Kalich je složen ze 3 až 5 volných nebo srostlých lístků. Koruna je z 5 volných lístků. Tyčinek je obvykle 10. Semeník je srostlý z 5 plodolistů, s jedinou komůrkou a 1 čnělkou. V komůrce je 1 nebo 4 až 5 vajíček. Plod je pukavá nebo nepukavá tobolka. Semena jsou velká a obsahují hojný endosperm.
Čeleď se vyskytuje v tropické Africe a je zastoupena 3 druhy ve dvou rodech.

## Taxonomie
Čeleď byla historicky řazena do řádů slézotvaré (Malvales), případně violkotvaré (Violales). Podle systému APG je bazální větví řádu šťavelotvaré (Oxalidales).

## Seznam rodů
Afrostyrax, Hua